# Jefferson (Iowa)
Jefferson è una cittadina di circa 4 600 abitanti, capoluogo della Contea di Greene nello Stato americano dell'Iowa.